# Kodaline
Kodaline est un groupe irlandais de rock, originaire de Swords, à Dublin. Il est composé de quatre membres : Steve Garrigan (chant, piano, guitare), Vinny May (percussions), Jason Boland (basse) et Mark Prendergast (guitare, piano).

## Biographie

### Origines et débuts (2005–2011)
En 1996, Stephen Garrigan (chanteur) et Mark Prendergast (guitariste) se rencontrent à la chorale de leur école à Swords, dans la banlieue nord de Dublin. En 2002, ils rencontrent Vinny May Jr (batteur) et commencent à faire de la musique ensemble.
Sous le nom de 21 Demands, le groupe participe à l'émission de talents You're a Star sur la chaîne RTÉ. Le 3 mars 2007, 21 Demands sort son propre single, Give Me a Minute en téléchargements digital sur le site web de RTÉ. Le single atteint l'Irish Singles Chart, devenant le premier en indépendant à en faire autant,. 21 Demands écriront One of Those Days, qui sera joué sur la chaine YouTube, Balcony TV.

### In a Perfect World(2012–2014)
En 2011, Stephen, Mark et Vinny changent leur nom des 21 Demands pour Kodaline. Le quatuor sort un premier EP—The Kodaline EP— le vendredi 7 septembre 2012, produit par Philip Magee. All I Want est cité morceau de la semaine sur la BBC Radio 1 par le DJ Fearne Cotton, est utilisé dans l'épisode 9 de Grey's Anatomy, et est utilisé en fond pour la vidéo 2012: Year in Review de Google. Le 9 décembre 2012, la BBC annonce la nomination de Kodaline pour le Sound of 2013. La même année, le bassiste Jason Boland rejoint le groupe. Ils font les premières parties des Cranberries sur leur tournée européenne.

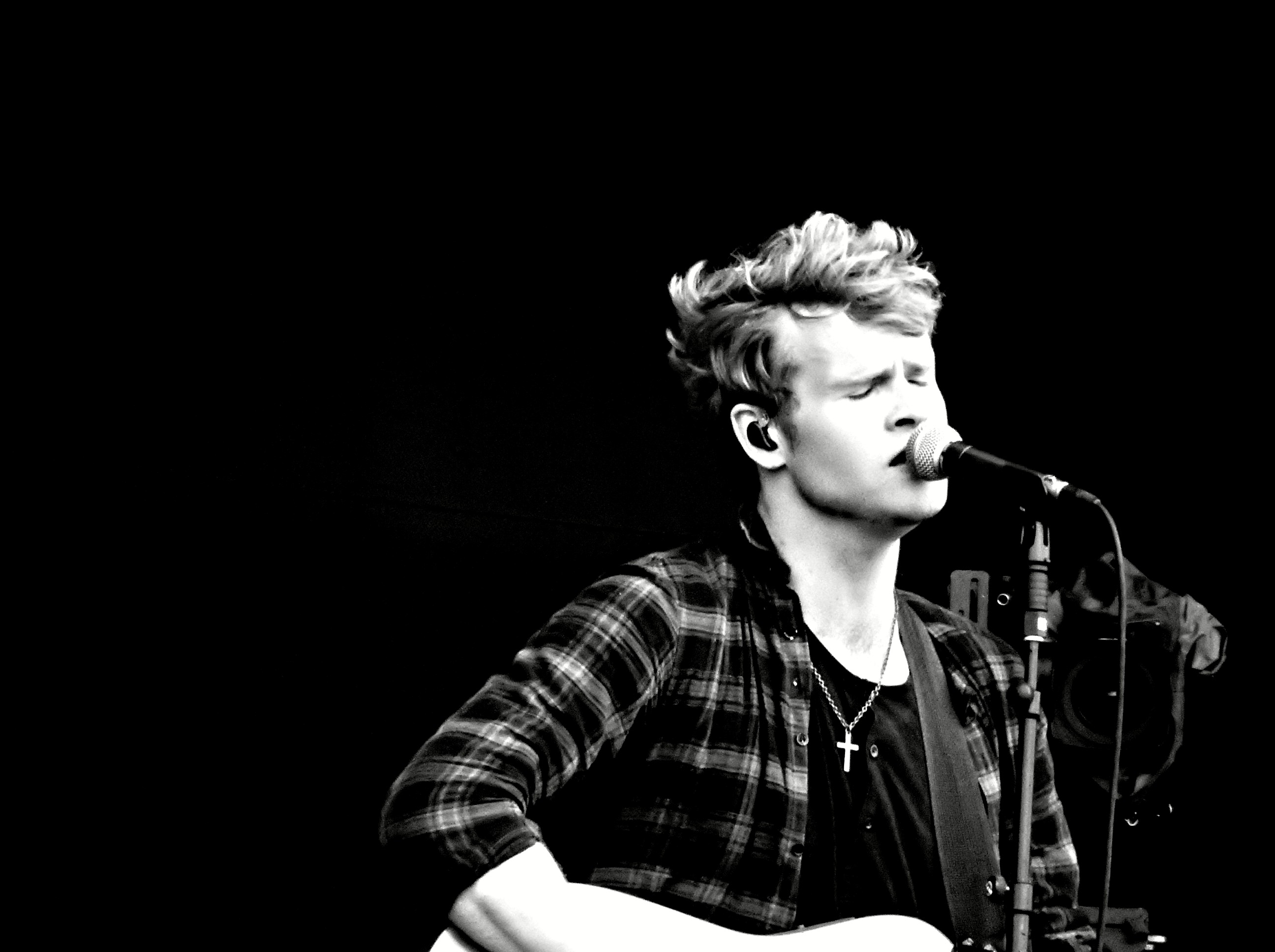
Kodaline, V Festival 2014.

Le 17 juin 2013, Kodaline sort leur premier album, In a Perfect World. In a Perfect World comprend les singles High Hopes, All I Want, Love Like this et Pray, en plus de sept nouveaux morceaux. La version de luxe iTunes de l'album comprend The Answer, Perfect World, Lose Your Mind et Latch, accompagné des clips pour All I Want et High Hopes. L'édition CD de luxe, à la place, comprend un CD de performances scéniques de All I Want, High Hopes, Love Like this, Pray, All Comes Down, et The Answer au Button Factory de Dublin. Le morceau All I Wantest utilisé pour l'émission Catfish: The TV Show.
En avril 2014, Kodaline sort une reprise du single Coming Up de Paul McCartney pour célébrer le Record Store Day. En avril 2014, All I Want est utilisé pour le film Nos étoiles contraires issu du livre de John Green. En juillet 2014, les morceaux Pray et High Hopes sont utilisés pour les bandes-annonces des films Horns et Love, Rosie, respectivement. All I Want est utilisé dans TCM Remembers.

### Coming Up for Air(2014–2017)
En décembre 2014, le groupe annonce un deuxième album, Coming Up for Air, et publie un clip du morceau Honest sur YouTube. Quelques jours plus tard sort le morceau Unclear. 
Après sa sortie le 9 février 2015, l'album atteint la quatrième place de l'UK Albums Chart. En février 2015, le single Love Like this est utilisé pour la France dans le spot télévisé de l'Irlande Tourisme. Le single All I Want sert de générique de fin au film Boomerang réalisé par François Favrat, sorti en 2015. En juin 2015, le groupe donne un show privé, à la gagnante d'un concours Deezer et son amie, dans le wagon-restaurant d'un train Eurostar. Par la suite, le groupe commence à travailler sur un troisième album. Le single Haul Away Joe sert de générique de fin du film The Finest Hours, réalisé par Craig Gillepsie sorti en février 2016 en France.

### Politics of Living (depuis 2017)
Le premier single, Brother, est publié le 23 juin 2017.
L'album sort le 10 août 2018.

## Discographie

### Albums studio
- 2013 : In a Perfect World

1. One Day - 4:15
2. All I Want - 5:05
3. Love Like This - 3:36
4. High Hopes - 3:50
5. Brand New Day - 3:25
6. After The Fall - 3:35
7. Big Bad World - 4:21
8. All Comes Down - 4:55
9. Talk - 4:28
10. Pray - 3:33
11. Way Back When - 3:26

- 2015 : Coming Up for Air

1. Honest - 3:38
2. The One - 3:52
3. Autopilot - 4:18
4. Human Again - 3:47
5. Unclear - 4:25
6. Coming Alive - 4:16
7. Lost - 3:35
8. Ready - 3:53
9. Better - 3:34
10. Everything Works Out in the End - 3:37
11. Play the Game - 3:34
12. Love Will Set You Free - 4:20

- 2018 : Politics of Living

1. Follow Your Fire - 3:58
2. Hide and Seek - 3:45
3. Angel - 3:57
4. Worth It - 4:01
5. Shed a Tear - 3:55
6. Head Held High - 3:34
7. Born Again - 3:33
8. I Wouldn't Be - 3:41
9. Don't Come Around - 3:07
10. Brother - 3:23
11. Hell Froze Over - 3:45
12. Temple Bar  - 3:48

- 2020 : One Day at a Time

1. Wherever You Are - 3:05
2. Sometimes - 3:48
3. Saving Grace - 3:50
4. Say Something - 3:53
5. The Evening - 4:20
6. Spend It with You - 3:20
7. Care - 2:59
8. Heart Open - 3:28
9. Everyone Changes - 3:28
10. In the End - 3:29

### Bootlegs
- Live à Lorient 2011
- Live à Quimper 2011
- Live à Rennes 2011
- Radio Breizh studio 2012 session du 11 août
- Radio Breizh studio 2012 session du 13 août
- Zone commerciale de Vesoul 2013
- Aix-en-Provence Festival 2014
- Festival Montereau Confluence juin 2014
- Marché de Passy (91) 2015

### EP
- The Kodaline EP (2012)
- The High Hopes EP (2013)

### Singles
- All I want
- Love like this
- High Hopes
- One day
- Brand New Day
- Honest
- Unclear
- Autopilot
- The one
- Take Control
- Brother
- Talk
- All comes down
- Ready To change

### Reprises
- Le single Take Control figure dans les séries Crisis (saison 1 épisode 5 Sur le fil du rasoir) et Reign (saison 2 épisode 9 Actes de guerre)[Quand ?]